# Twinsburg, Ohio
Twinsburg là một thành phố thuộc quận Summit, tiểu bang Ohio, Hoa Kỳ. Năm 2010, dân số của thành phố này là 18795 người.

## Dân số
- Dân số năm 2000: 17006 người.
- Dân số năm 2010: 18795 người.